# الصلاة في المدرسة

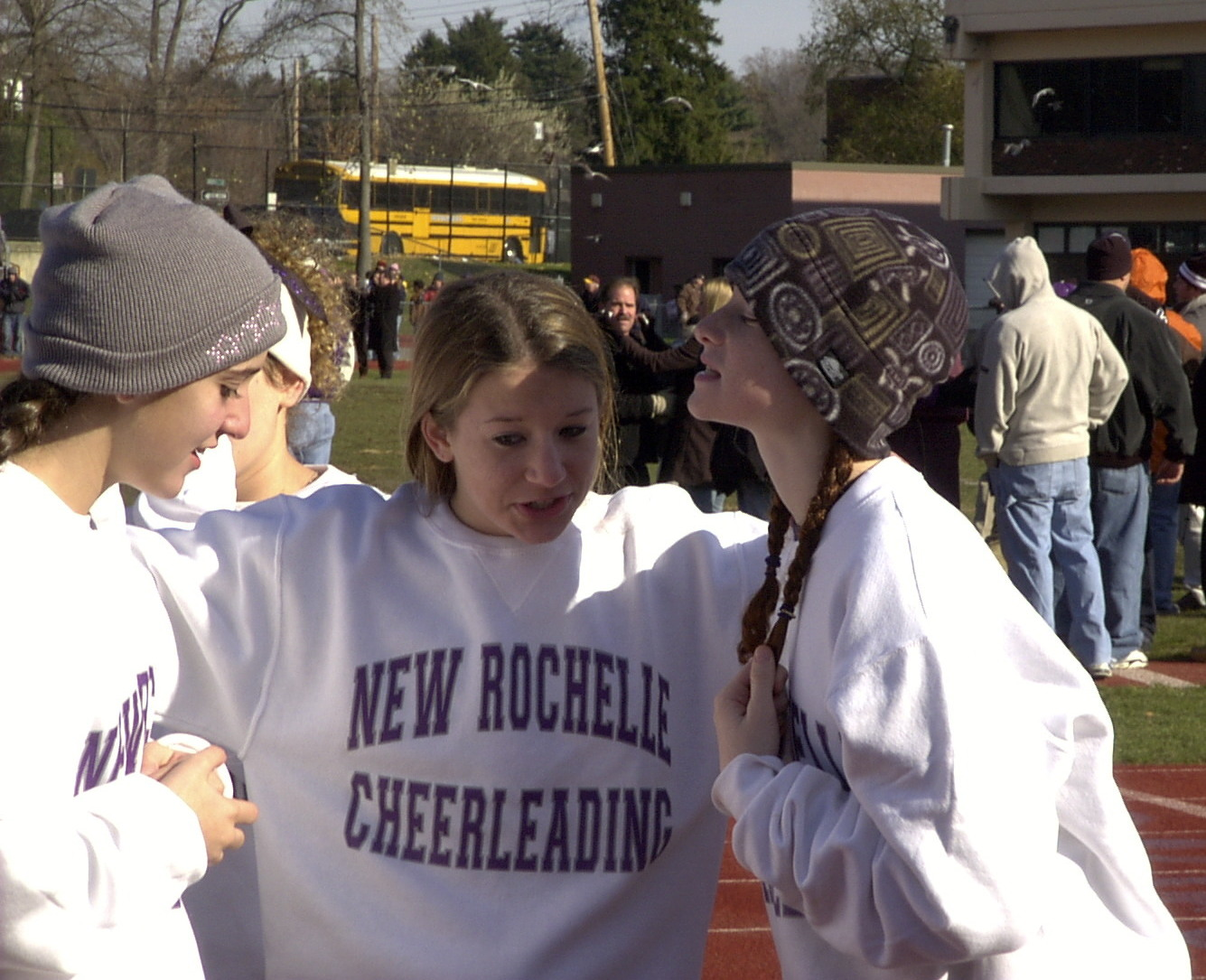
مشجعو مدرسة روشيل الثانوية الجديدة في صباح عيد الشكر، 2002، عندما لعب طالب السنة الثانية راي رايس دور البطولة في هوغوينتوس.

الصلاة المدرسية: بالإنجليزية (school prayer )
الحجج المؤيدة والمعارضة للصلاة المدرسية :
لا تزال مسألة الصلاة في المدرسة مثيرة للجدل حتى عندما تكون المحاكم متنوعة مثل تلك الموجودة في كندا، تحاول الولايات المتحدة وروسيا وبولندا تحقيق توازن بين النشاط الديني والعلماني في الساحات التي ترعاها الدولة. اعتبرت بعض الحجج أن الدين في المدارس هو أداة اجتماعية أخلاقية فعالة. وكذلك وسيلة قيمة للاستقرار النفسي .على الجانب الآخر، جادل آخرون بأن الصلاة لا مكان لها في الفصل حيث يخضع الطلاب القابلون للتأثر باستمرار لتأثير الأغلبية، ويرى الرأي الأخير أن الدولة مذنبة بالتدخل القسري في حياة الفرد ما دامت المدرسة العامة نفسها تروج لدين الأغلبية. 